# Nils Bosson (Natt och Dag)
Nils Bosson till Åkerö, född på 1300-talet, död mellan 1433 och 1436, var en svensk riddare, och ägare till godset Åkerö i Bettna socken, Södermanlands län. Hans far Bo Bosson (Natt och Dag) var riddare och riksråd i Sverige, och hans bror Knut Bosson (Natt och Dag) var Biskop i Linköping.

## Biografi
Nils Bosson (Dag och Natt) var son till riksrådet Bo Bosson (Natt och Dag). Han blev 1394 väpnare och 1399 riddare. Nils Bosson var häradshövding i Norrbo härad 1401 och i Jönåkers härad 1408–1430. Han var 1414 medlem i rävstetingets domstolar i Uppland och skrev under som riksråd traktaten med Polen 1419. Han skrev sig samma år till Lindholmens gård i Orkesta socken. Nils Bosson och Karin Sundesdotter ansåg sig 1422 berättigade till Uppsala domkyrkas Ragvasta gods. Nils Bosson grundlade 1426 ett prebende under S:t Anna kapell i Uppsala. År 1430 instiftade han ett ärkedjeknedöme i Strängnäs, till minne av sin första fru. Nils Bosson levde fortfarande 1432.

### Egendom
Nils Bosson ägde gårdarna Åkerö i Bettna socken och Lindholmens gård i Orkesta socken.

### Familj
Nils Bosson gifte sig första gången med Ingeborg Ragvaldsdotter (Vinstorpaätten). Hon var dotter till väpnaren Ragvald Magnusson  till Åkerö. De fick tillsammans barnen:
1. Ingeborg Nilsdotter Natt och Dag, gift med hövitsmannen på Akershus, riddaren Svarte Jöns Nilsson (Svarte skåning).[3]
2. Bo Nilsson, häradshövding, Död före 1437. Gift 1424 i Linköping med Märta Lydekadotter (Stralendorp).[3]

Nils Bosson gifte sig andra gången med Kristina Johansdotter (Sandbroätten). Hon var dotter till riddaren Jon eller Johan Gregersson (Gren) och Karin Sunesdotter (två nedvända sparrar). De fick tillsammans barnen:
1. Elin Nilsdotter till Ängsö, gift 1) med Ficke Olofsson (Hjulstaätten) gift 2) med Fader Ulfsson Sparre av Hjulsta och Ängsö.[3]
2. Joen Nilsson, född 1430, var död 1452.[3]
3. Sigrid Nilsdotter, gift med väpnaren och häradshövdingen Ulf Staffansson (Ulvätten).[3]